# × Amarcrinum
× Amarcrinum  es un notogénero  de plantas bulbosas perteneciente a la familia de las amarilidáceas con vistosas flores parecidas a las de los lirios (Lilium).  Es el producto del cruzamiento intergenérico entre especies de Amaryllis (en general, A. belladona) y especies del género Crinum que actúan como progenitor masculino.  Las diversas especies obtenidas de este modo son sexualmente estériles pero pueden propagarse vegetativamente a partir de sus bulbos.

## Notoespecies
Las notoespecies del género, conjuntamente con la cita válida y las especies parentales en el caso que se conozcan, se listan a continuación:
× Amarcrinum howardii auct., Gard. Chron., III, 78: 411 (1925). Se desconoce exactamente su genealogía.
× Amarcrinum memoria-corsii (Ragion.) H.E.Moore, Baileya 19: 163 (1975). Producto de la hibridación entre Amaryllis belladonna × Crinum moorei.

## Utilización
× Amarcrinum se cultiva como ornamental en muchos países.